# パベル・ポドコルジン
パベル・ニコレイヴィッチ・ポドコルジン（英語: Pavel Nikolaevitch Podkolzin,ロシア語: Павел Николаевич Подкользин、1985年1月15日 - ）は、ロシアの元プロバスケットボール選手。シベリア連邦管区ノヴォシビルスク州ノヴォシビルスク出身。ポジションはセンター。

## 来歴
セリエAのパラカネストロ・ヴァレーゼで、2003-04シーズンはリーグ戦22試合に出場し、平均2.6得点、2.3リバウンド、ULEBカップ14試合で平均4.1得点、3.6リバウンドをあげた。2004年のNBAドラフトにて1巡目全体21位でユタ・ジャズから指名されたが、その後2005年のドラフト1巡目指名権とのトレードで、交渉権がダラス・マーベリックスへ放出された。ラスベガスで行われたNBAサマーリーグでは最初の2試合で平均14分に出場し、平均6リバウンドをあげた。
2005-2006シーズンには右足の怪我で開幕から59試合に欠場するなど、2シーズンでわずか6試合の出場で平均0.7得点、1.8リバウンド、0.5ブロックにとどまり、2006年8月5日にマーベリックスから解雇された。